# Mária Sýkorová
Mária Sýkorová rozená Pochmonová (22. dubna 1888 Světlá nad Sázavou – 31. srpna 1967 Brno) byla česká divadelní a filmová herečka.

## Život
Marie Pochmonová se narodila ve Světlé nad Sázavou v rodině truhláře Františka Pochmona. Obecnou školu absolvovala ve svém rodišti a již od mládí toužila stát se herečkou. Jako mladá dívka odešla do Prahy, kde prošla soukromým školením u Marie Hübnerové. Kolem roku 1908 nastoupila ke kočovným divadelním společnostem a následně získala angažmá na stálých divadelních scénách. V letech 1909–1924 postupně prošla divadly v Praze, Českých Budějovicích, Ostravě a Olomouci. V ostravském angažmá se seznámila s hercem Janem Sýkorou , za kterého se v roce 1923 provdala. Po roce 1924 odešli oba manželé na Slovensko, kde Marie Sýkorová vystupovala tehdy již pod slovenskou formou jména Mária. Na Slovensku působila v letech 1924–1929 ve Východoslovenském divadle v Košicích, načež zakotvila ve Slovenském národním divadle v Bratislavě, kde působila v letech 1929-1938 a 1951–1954. Mária Sýkorová zemřela v Brně 31. srpna 1967 ve věku 79 let.

## Filmografie
- Milan Rastislav Štefánik (1935)
- Matčina zpověď (1937)
- Vy neznáte Alberta? (1940)
- Kozie mlieko (1950)
- Lazy sa pohli (1951)
- Pyšná princezna (1952)
- Nie je Adam ako Adam (1956)
- Páté kolo u vozu (1957)
- V proudech (1957)
- Tenkrát o Vánocích (1958)
- Velká samota (1959)
- Králíci ve vysoké trávě (1961)
- Malý Bobeš (1961)
- Malý Bobeš ve městě (1962)
- Kristove roky (1967)
- Tři dcery (1968)